# Johan Padilla
Johan Padilla (n. Esmeraldas, Ecuador; 14 de agosto de 1992) es un futbolista ecuatoriano. Juega como portero y su equipo actual es Rancho Santana FC de la Liga Primera de Nicaragua.

## Trayectoria
Surgió de las categorías inferiores del Club Fundación Amiga y posteriormente en los clubes Panamá Sporting Club y Barcelona Sporting Club. 
En el 2010 pasa a jugar a Independiente del Valle, obteniendo un vínculo con el equipo de Sangolquí hasta el 2016. Con este club logra debutar en el Campeonato Ecuatoriano el 26 de noviembre de 2010.
Posteriormente pasa a jugar a Aucas y luego es prestado al América de Quito. 
En el 2017 es fichado por el El Nacional, disputando con el equipo militar la Copa Libertadores 2017, la Copa Sudamericana 2018 y Copa Sudamericana 2019. En esa etapa tuvo destacadas actuaciones en el arco e incluso llegó a ser convocado para la selección nacional por el director técnico interino Jorge Célico.
A finales de 2020 llega al club cetáceo de Manta. En agosto de 2021, con la llegada de un nuevo entrenador, Horacio Montemurro, perdió la titularidad en el equipo.

## Selección nacional

### Categorías inferiores
Ha sido convocado a la selección de Ecuador en la categoría sub-20.

#### Participaciones en Sudamericanos
| Campeonato                            | Sede   | Resultado    | Partidos | Goles |
| ------------------------------------- | ------ | ------------ | -------- | ----- |
| Sudamericano Sub-17 de 2009           | Chile  | Cuarto lugar | 5        | 0     |
| Juegos Panamericanos Guadalajara 2011 | México | Primera fase | 0        | 0     |

#### Participaciones en Copas del Mundo
| Campeonato                  | Sede     | Resultado        | Partidos | Goles |
| --------------------------- | -------- | ---------------- | -------- | ----- |
| Copa Mundial Sub-20 de 2011 | Colombia | Octavos de final | 0        | 0     |

### Selección absoluta
El 20 de agosto de 2019 fue convocado por el entrenador Jorge Célico para los partidos amistosos contra Trinidad y Tobago, Colombia y Bolivia.

### Partidos internacionales
Actualizado al último partido disputado el 19 de noviembre de 2019.
| \| N.° \| Fecha \| Ciudad \| Rival \| Resultado \| Resultado \| Competencia \| \| --- \| ------------------------ \| ---------- \| ----------------- \| --------- \| --------- \| ----------- \| \| 1. \| 10 de septiembre de 2019 \| Cuenca \| Bolivia \| 3-0 \| Victoria \| Amistoso \| \| 2. \| 14 de noviembre de 2019 \| Portoviejo \| Trinidad y Tobago \| 3-0 \| Victoria \| Amistoso \| \| 3. \| 19 de noviembre de 2019 \| Harrison \| Colombia \| 0-1 \| Derrota \| Amistoso \| |                          |            |                   |           |           |             |
| N.° | Fecha                    | Ciudad     | Rival             | Resultado | Resultado | Competencia |
| 1. | 10 de septiembre de 2019 | Cuenca     | Bolivia           | 3-0       | Victoria  | Amistoso    |
| 2. | 14 de noviembre de 2019  | Portoviejo | Trinidad y Tobago | 3-0       | Victoria  | Amistoso    |
| 3. | 19 de noviembre de 2019  | Harrison   | Colombia          | 0-1       | Derrota   | Amistoso    |

## Estadísticas

### Clubes
Actualizado al último partido disputado el 16 de julio de 2024.
| Club                              | Temporada     | Liga  | Liga  | Copas nacionales | Copas nacionales | Copas internacionales | Copas internacionales | Total | Total |
| Club                              | Temporada     | Part. | Goles | Part.            | Goles            | Part.                 | Goles                 | Part. | Goles |
| --------------------------------- | ------------- | ----- | ----- | ---------------- | ---------------- | --------------------- | --------------------- | ----- | ----- |
| Independiente del Valle · Ecuador | 2010          | 1     | 0     | -                | -                | -                     | -                     | 1     | 0     |
| Independiente del Valle · Ecuador | 2011          | 2     | 0     | -                | -                | -                     | -                     | 2     | 0     |
| Independiente del Valle · Ecuador | 2012          | 1     | 0     | -                | -                | -                     | -                     | 1     | 0     |
| Independiente del Valle · Ecuador | 2013          | 2     | 0     | -                | -                | 0                     | 0                     | 2     | 0     |
| Independiente del Valle · Ecuador | 2014          | 0     | 0     | -                | -                | 0                     | 0                     | 0     | 0     |
| Independiente del Valle · Ecuador | 2015          | 10    | 0     | -                | -                | 0                     | 0                     | 10    | 0     |
| Independiente del Valle · Ecuador | Total club    | 16    | 0     | 0                | 0                | 0                     | 0                     | 16    | 0     |
| Aucas · Ecuador                   | 2016          | 15    | 0     | -                | -                | -                     | -                     | 15    | 0     |
| Aucas · Ecuador                   | Total club    | 15    | 0     | 0                | 0                | 0                     | 0                     | 15    | 0     |
| El Nacional · Ecuador             | 2017          | 36    | 0     | -                | -                | 1                     | 0                     | 37    | 0     |
| El Nacional · Ecuador             | 2018          | 37    | 0     | -                | -                | 4                     | 0                     | 41    | 0     |
| El Nacional · Ecuador             | 2019          | 28    | 0     | 4                | 0                | -                     | -                     | 32    | 0     |
| El Nacional · Ecuador             | 2020          | 13    | 0     | 0                | 0                | 2                     | 0                     | 15    | 0     |
| El Nacional · Ecuador             | Total club    | 114   | 0     | 4                | 0                | 7                     | 0                     | 125   | 0     |
| Delfín S. C. · Ecuador            | 2020          | 2     | 0     | 0                | 0                | 0                     | 0                     | 2     | 0     |
| Delfín S. C. · Ecuador            | 2021          | 17    | 0     | 0                | 0                | -                     | -                     | 17    | 0     |
| Delfín S. C. · Ecuador            | Total club    | 19    | 0     | 0                | 0                | 0                     | 0                     | 19    | 0     |
| Macará · Ecuador                  | 2022          | 24    | 0     | 1                | 0                | -                     | -                     | 25    | 0     |
| Macará · Ecuador                  | 2023          | 34    | 0     | 0                | 0                | -                     | -                     | 34    | 0     |
| Macará · Ecuador                  | Total club    | 58    | 0     | 1                | 0                | 0                     | 0                     | 59    | 0     |
| Chacaritas · Ecuador              | 2024          | 16    | 0     | 1                | 0                | -                     | -                     | 17    | 0     |
| Chacaritas · Ecuador              | Total club    | 16    | 0     | 1                | 0                | 0                     | 0                     | 17    | 0     |
| Naranja Mekánica · Ecuador        | 2024          | 0     | 0     | 0                | 0                | -                     | -                     | 0     | 0     |
| Naranja Mekánica · Ecuador        | Total club    | 0     | 0     | 0                | 0                | 0                     | 0                     | 0     | 0     |
| Total carrera                     | Total carrera | 238   | 0     | 6                | 0                | 7                     | 0                     | 251   | 0     |
| 1. 2.                             |               |       |       |                  |                  |                       |                       |       |       |

### Participaciones internacionales
| Torneo                 | Club                    | Resultado      |
| ---------------------- | ----------------------- | -------------- |
| Copa Sudamericana 2013 | Independiente del Valle | Segunda fase   |
| Copa Libertadores 2014 | Independiente del Valle | Fase de grupos |
| Copa Sudamericana 2014 | Independiente del Valle | Segunda fase   |
| Copa Libertadores 2015 | Independiente del Valle | Primera fase   |
| Copa Libertadores 2017 | El Nacional             | Primera fase   |
| Copa Sudamericana 2018 | El Nacional             | Segunda fase   |
| Copa Sudamericana 2020 | El Nacional             | Primera fase   |

## Palmarés

### Campeonatos nacionales
| Título             | Club   | País    | Año  |
| ------------------ | ------ | ------- | ---- |
| Serie B de Ecuador | Macará | Ecuador | 2023 |

## Polémicas
El jugador ha sido víctima de racismo (específicamente por ser de raza negra), por parte de la hinchada de Técnico Universitario en un encuentro jugado en el estadio Bellavista de la ciudad de Ambato, partido válido por la cuarta fecha de la segunda etapa del Campeonato Ecuatoriano 2018. En aquella ocasión también se trató de agredir al jugador con cubos de hielo.